# Cylindriet
Het mineraal cylindriet is een lood-tin-ijzer-antimoon-sulfide met de chemische formule Pb3Sn4FeSb2S14.

## Naamgeving en ontdekking
De naam is afgeleid van het Griekse kulindros (ύλινδρος), dat cilinder betekent. Dit verwijst naar de unieke habitus ervan. Het mineraal werd in 1893 ontdekt in de Santa Cruz-mijn nabij Poopó (provincie Poopó, Bolivia).

## Eigenschappen
Het grijze tot zwarte cylindriet heeft een triklien kristalstelsel. Het komt voor als massieve eenheden, die bestaan uit schijnbaar aan elkaar gegroeide cilinders. Dit is een unicum onder de mineralen. Soms zijn de cilinders bijna aciculair (naaldvormig) en waaieren ze uit als een rozet. Het mineraal zal niet snel breken, het zal eerder vervormen. De hardheid is 2,5 op de schaal van Mohs en de relatieve dichtheid bedraagt 5,43 tot 5,49 g/cm³.
Cylindriet wordt gerekend tot de sulfozouten. Het mineraal is noch magnetisch, noch radioactief.

## Vindplaatsen
Het mineraal wordt op enkele plaatsen ter wereld gevonden:
- Op verschillende plaatsen in Bolivia: op de typelocatie (de stad Poopó), nabij Oruro, in Llallagua, in Collpani en in Huari.
- Nabij de plaats Korinne in Oekraïne